# 贝蒂娜·伦茨
贝蒂娜·伦茨（德语：Bettina Renz），德国政治学者、俄罗斯问题专家。

## 生平
2005年获伯明翰大学博士学位，现任诺丁汉大学国际安全教授。她主要研究后苏联的俄罗斯安全与防务政策、军事改革和军民关系。自2005年以来，她在学术期刊上发表了大量论文，阐述了当代俄罗斯军队变化的背景及其影响。她是美国陆军战争学院出版社的编委会成员。
从爱丁堡大学获俄罗斯研究文学硕士和理学硕士学位后，伦茨于1999年前往伯明翰大学俄罗斯和东欧研究中心攻读博士学位，她于2005年完成了题为《后苏联的俄罗斯军民关系：以“军事政治家”为例》的博士论文。2006年，她担任伯明翰大学欧洲研究所的ESRC博士后研究员。2007年进入诺丁汉大学工作。